# Phin Choonhavan
Phin Choonhavan (1891 - 1973) fue un líder militar golpista tailandés.
Durante la Segunda Guerra Mundial, comandó al Ejército Phayap de la 3a División durante la Campaña de Birmania, antes de ser nombrado gobernador militar de los Estados de Shan, aquellos que sus unidades habían ocupado durante la mencionada campaña.
Su hijo, Chatichai Choonhavan, fue primer ministro de Tailandia.
- Datos: Q556635
- Multimedia: Phin Choonhavan / Q556635